# Orliniec (województwo warmińsko-mazurskie)
Orliniec (niem. Adlersfelde) – osada w Polsce położona w województwie warmińsko-mazurskim, w powiecie gołdapskim, w gminie Dubeninki.
W latach 1975–1998 miejscowość administracyjnie należała do województwa suwalskiego.
W pobliżu osady znajduje się grodzisko Jaćwingów.
W miejscowości brak zabudowy.